# Bombylius auriferoides
Bombylius auriferoides är en tvåvingeart som beskrevs av Johnson 1975. Bombylius auriferoides ingår i släktet Bombylius och familjen svävflugor. Inga underarter finns listade i Catalogue of Life.